# Joseph Bell
Joseph Bell, född 2 december 1837, död 4 oktober 1911, var en brittisk läkare. Bell var Sir Arthur Conan Doyles universitetslärare i Edinburgh och hans observationsförmåga uppfattades som legendarisk. Han inspirerade Conan Doyle till att skapa detektiven Sherlock Holmes, och via Holmes-berättelserna inspirerade Bell utvecklingen inom kriminalteknik.